# Gare de Fuzhou (Jiangxi)

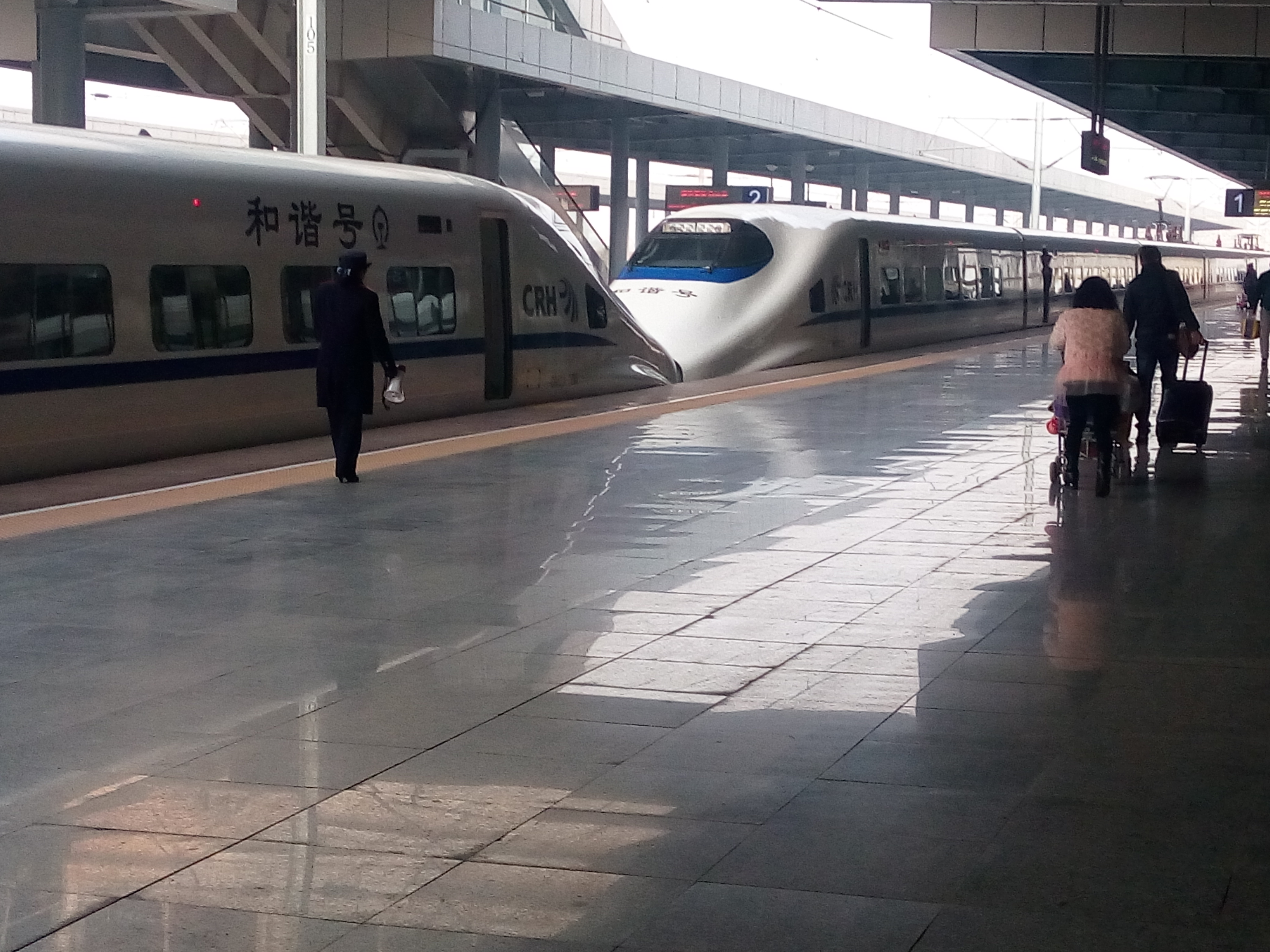
Rames CRH couplées, stationnées en gare.

La gare de Fuzhou (chinois : 抚州站 ; pinyin : Fǔzhōu zhàn) est une gare desservie par des trains à grande vitesse CRH, située en bordure du centre urbain de la ville-préfecture de Fuzhou, province du Jiangxi, en République populaire de Chine.